# Preloge pri Konjicah
Preloge pri Konjicah – wieś w Słowenii, w gminie Slovenske Konjice. W 2018 roku liczyła 152 mieszkańców.